# Cheval de sport espagnol
Le Cheval de sport espagnol (espagnol : Caballo de Deporte Español, abrégé CDE) est un stud-book de chevaux créé en Espagne en 1998. Il est constitué de chevaux de sport issus de divers croisements entre les autres races européennes.
L'aptitude au saut est particulièrement recherchée.

## Histoire

Catalogue des reproducteurs 2016 chez le Cheval de sport espagnol.

Le Caballo de Deporte Español est un stud-book de création récente, puisque les premiers sujets enregistrés le sont en 1998. Toutefois, l'Asociación Nacional de Criadores de Caballos de Deporte Español (ANCADES) travaille à la sélection de chevaux de sport depuis 1993, en organisant notamment un cycle sportif pour les jeunes chevaux. Le stud-book est officialité en 2002.
L'enregistrement des chevaux est resté très ouvert jusqu'en décembre 2004, de façon à constituer la base du stud-book. Le stud-book actuel est établi en 2007.

## Description

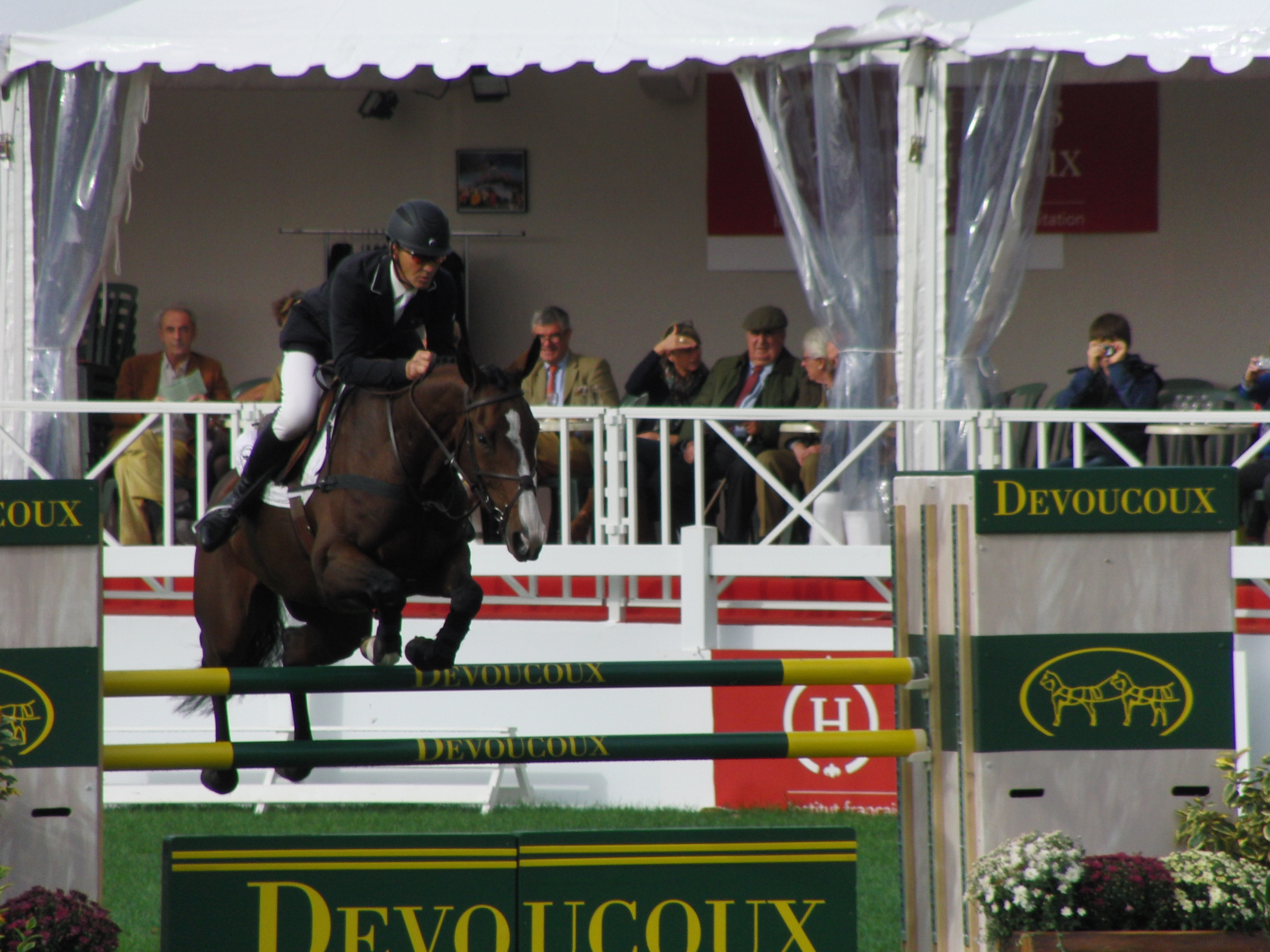
le hongre Jet Set, 6 ans, médaille d'argent du championnat du monde des chevaux de complet dans sa catégorie, en 2013.

La taille du cheval de sport espagnol est souvent supérieure à 1,60 m. La base de données DAD-IS indique une mesure moyenne de 1,64 m chez les femelles et 1,68 m chez les mâles, pour un poids moyen de 450 à 550 kg.
Il n'existe pas de standard morphologique. Le cheval de sport espagnol est proche physiquement de toutes les autres races de sport européennes, ne pouvant en être distingué en raison de nombreux mélanges et croisements.
La robe est généralement le bai, l'alezan, le gris ou le noir. Ces chevaux présentent des qualités athlétiques et déploient de l'énergie. Les juments sont mises au poulinage tous les ans si possible, en étant saillies à partir de deux ans. Ces chevaux sont considérés comme matures à l'âge de 3 ans. Ils sont considérés comme productifs jusqu'à l'âge de 20 ans. Le système d'élevage le plus fréquent est semi-intensif.

### Sélection
L'ordre APA/3318/2002 a établi les normes zootechniques du CDE, admettant en croisement différentes races de chevaux présentes sur le sol espagnol, et toutes les races de chevaux de sport reconnues par la World breeding federation for sport horses (WBFSH). L'enregistrement et l'identification des animaux sont supervisés par la FESCCR. Les jeunes animaux (4, 5, 6 et 7 ans) sont valorisés depuis 1993 lors de cycles de concours sur trois jours, qui se déroulent généralement à Madrid. Ils attirent très souvent plus de 100 participants. Le critérium national de l'association de race est organisé une fois l'an.
L'insémination artificielle par sperme congelé est fréquemment employée.

## Utilisations

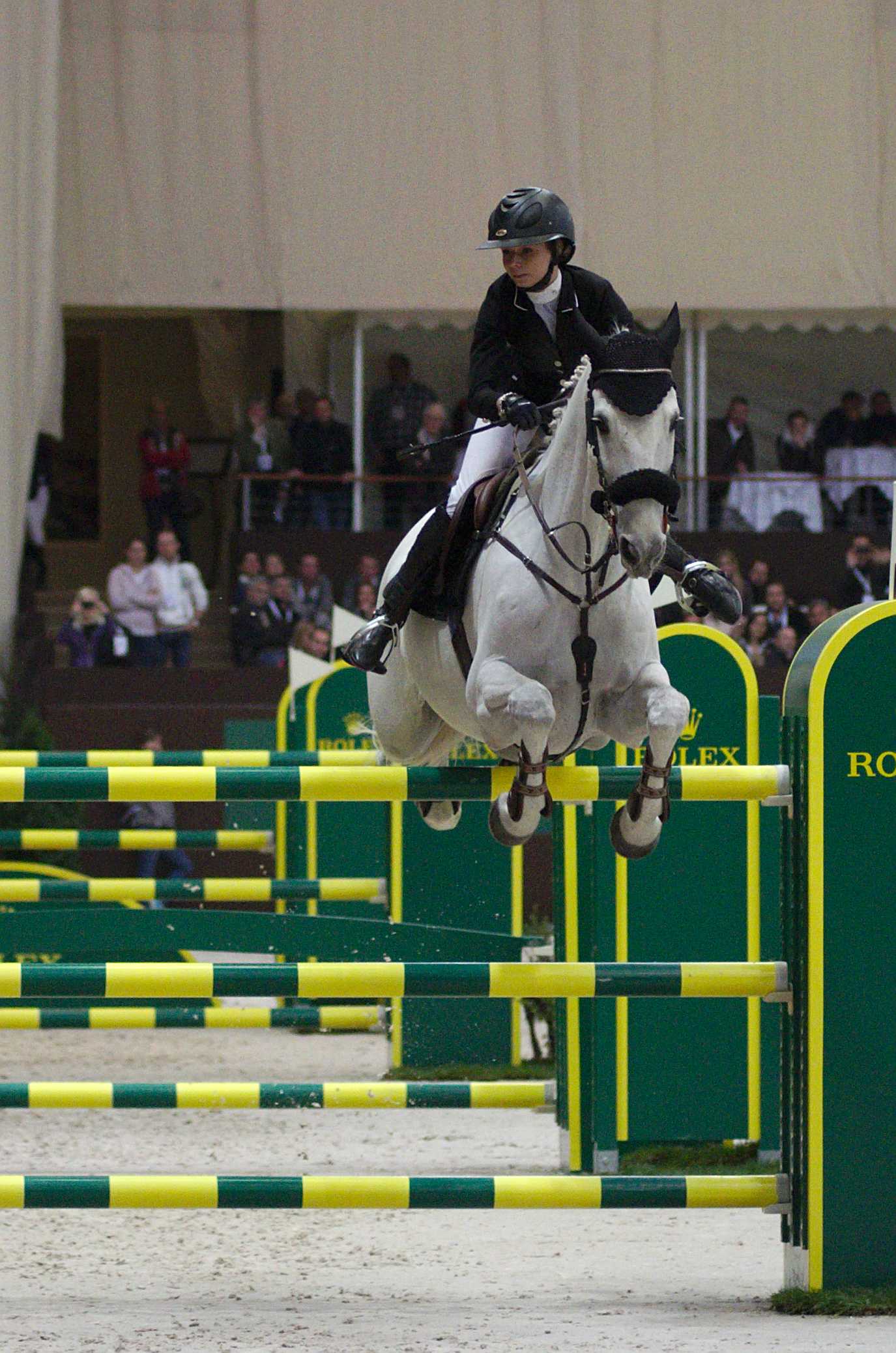
Fardon, cheval de sport espagnol, monté par Anna-Julia Kontio au Concours hippique international de Genève de 2014.

C'est un cheval de sport sélectionné avant tout sur son aptitude au saut d'obstacles, mais aussi au dressage et au concours complet,. Parmi les célèbres chevaux de sport espagnols, on compte Fardon, monté par Anna-Julia Kontio aux Jeux équestres mondiaux de 2014 à Caen, et par Alexandra Amar aux Championnats d'Europe de saut d'obstacles de 2017.
Le hongre Jet Set a remporté la médaille d'argent lors du championnat du monde de concours complet dans la catégorie des chevaux de six ans en 2013, au Lion d'Angers (France), avec Andrew Nicholson. L'année suivante, il termine les championnats du monde des 7 ans à la 6e place individuelle.

## Diffusion de l'élevage
Au début du XXIe siècle, il représente un nombre croissant d'élevages en Espagne : en décembre 2001, 2 350 individus sont recensés dans le stud-book, pour 11 300 en 2011 et 16 795 en 2016. La majorité des élevages (21 %) sont implantés en Andalousie. La population est désormais (2016) assez stable. DAD-IS indique (en 2018) que la race n'est pas menacée d'extinction.